# Pliktexemplar

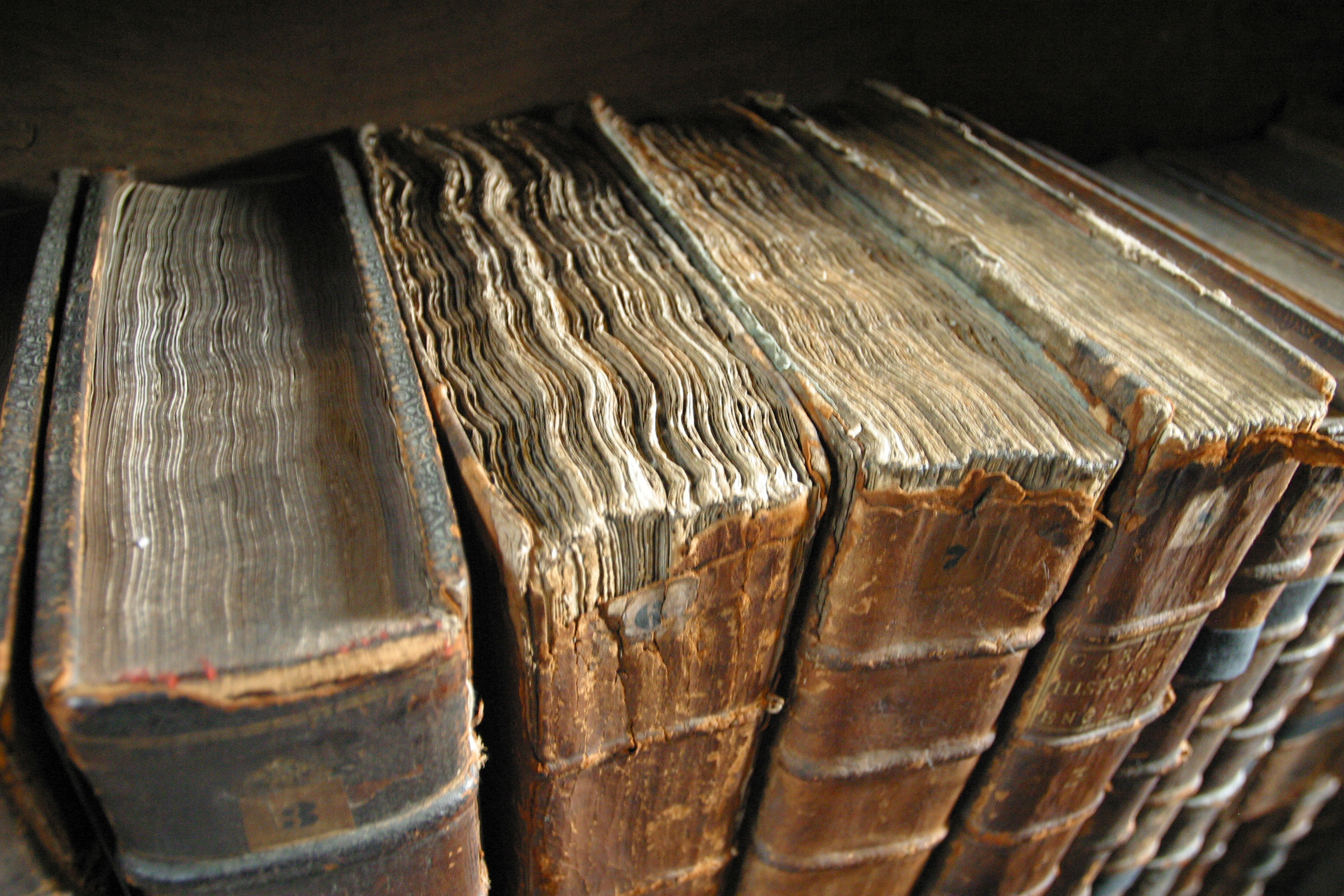
Gamla böcker på Merton College i Oxford.

Ett pliktexemplar eller friexemplar (även arkivexemplar eller biblioteksexemplar) är ett exemplar av en trycksak eller ett annat verk, som enligt lag måste levereras till plikt- eller friexemplarsbiblioteken, att arkiveras för bland annat forskningsändamål. Pliktexemplar ska utan kostnad för plikt- eller friexemplarsbiblioteken levereras av tryckerier, förlag eller distributörer.

## Danmark
I Danmark gäller från 2 maj 1902 att alla boktryckerier skall skicka in 4 exemplar varav 1 till universitetsbiblioteket i Köpenhamn, 2 till Kungliga biblioteket och 1 till stadsbiblioteket vid Aarhus universitet.

## Finland
I Finland, där rätten till pliktexemplar benämns friexemplarsrätt, förordnades om detta 1829 då alla boktryckerier förpliktigades att skicka in ett exemplar till Kejserliga Alexander-universitetets (nuvarande Helsingfors universitet) bibliotek. Universitetet hade haft friexemplarsrätt också under svenska tiden, från 1707, men Åbo brand 1827 förstörde största delen av samlingarna (universitetet fanns då i Åbo, som Kungliga respektive Kejserliga Akademien i Åbo). Under ryska tiden hade Kejserliga Alexander-universitetet rätt till friexemplar av alla publikationer som trycktes i det ryska riket och Nationalbiblioteket har därför den största samlingen utanför Ryssland av rysk litteratur från denna tid.
Från 1919 ökades antalet pliktexemplar, då också biblioteken vid Åbo Akademi, Åbo universitet och Jyväskylä seminarium (senare Jyväskylä universitet) samt Riksdagens bibliotek fick friexemplarsrätt. Småtryck, tidningar samt ljud- och bildupptagningar (film) lämnades i två exemplar tills lagen om deponering och förvaring av kulturmaterial trädde i kraft 2010. Med den nya lagen begränsades friexemplaren för tidningar och upptagningar andra än film till ett.
Friexemplarsrätten gäller också material framställt utomlands, till 2009 om de var på något av de inhemska språken, från 2010 om det importerats i minst femtio exemplar.
Friexemplarsbiblioteken är de följande:
- Nationalbiblioteket i Helsingfors, tidigare Helsingfors universitets bibliotek: full friexemplarsrätt från 1829
- Åbo universitets bibliotek: friexemplarsrätt från universitetets grundande 1919 (biblioteket invigdes senare), småtryck deponeras här och vid Nationalbiblioteket, fram till 2009 deponerades icke-svenskspråkiga tidningar här och vid Helsingfors universitets bibliotek
- Åbo Akademis bibliotek: friexemplarsrätt från 1919, med särskilt ansvar för finlandssvenskt material, fram till 2009 deponerades svenskspråkiga tidningar här och vid Helsingfors universitets bibliotek
- Jyväskylä universitets bibliotek: begränsad friexemplarsrätt 1919–1980, friexemplarsrätt från 1981, friexemplarsrätt till småtryck 1981–2009
- Riksdagsbiblioteket: friexemplarsrätt 1919–2009, exemplar som biblioteket inte tog emot deponerades vid Uleåborgs universitets bibliotek 1960–1980, vid Joensuu universitet från 1981
- Uleåborgs universitets bibliotek: från 1960 rätt till friexemplar som inte togs emot av Riksdagsbiblioteket, friexemplarsrätt från 1981
- Joensuu universitets bibliotek: från 1981 rätt till friexemplar som inte togs emot av Riksdagsbiblioteket, friexemplarsrätt från 2010

Film och andra pliktexemplar av annat än trycksaker förvaras i regel vid Nationella audiovisuella arkivet. Arkivering av material på nätet organiseras i samråd mellan Nationalbiblioteket och Nationella audiovisuella arkivet.

## Norge
I Norge infördes pliktexemplar genom lag den 20 juni 1882 då alla boktryckerier uppdragades att skicka in 1 exemplar till universitetsbiblioteket i Kristiania.

## Sverige

### Pliktexemplarslagen
Lag om pliktexemplar av dokument (1993:1392) föreskriver en skyldighet att leverera exemplar av till allmänheten tillgängliggjorda och mångfaldigade dokument till pliktbibliotek. Ett dokument definieras av lagen som: "ett föremål som lagrar information för läsning, avlyssning eller visning", exempelvis: dagstidning, mikroform, film, fonogram, videogram samt dokument för elektronisk återgivning.
Ett dokument kan vara dagstidningar, tidskrifter, broschyrer, affischer, skolkataloger eller andra skrifter; men det kan också vara dataspel, dvd-filmer, närradiosändningar med mera. 
Dokument som är tryckta ska skickas till de sju pliktbiblioteken i Sverige. Pliktbiblioteken har rätt att utan kostnad erhålla ett exemplar vardera av varje dokument eller skrift som ges ut för spridning i Sverige, även om ett utländskt tryckeri anlitats. Plikten gäller när avsikten med publikationen är att sprida den till allmänheten i Sverige. Skrifter som omfattas av leveransplikten ska i huvudsak vara skrivna på svenska, eller vara avsedda för spridning inom Sverige. Svenska tryckerier ska sköta pliktleveranserna, om inte ett utländskt tryckeri använts, i vilket fall utgivaren blir ansvarig för leveransen till pliktbiblioteken. Av pliktbiblioteken är endast Kungliga Biblioteket (KB) och Universitetsbiblioteket i Lund skyldiga att bevara pliktexemplaren för all framtid. När det gäller vardagstrycket fungerar Universitetsbiblioteket i Lund som en lånecentral medan KB inte lånar ut material ur sin samling vardagstryck.   
När det gäller CD-ROM eller andra elektroniska dokument ska minst 50 stycken ha framställts.
De dokument som avser audiovisuella pliktexemplar, såsom dataspel, dvd-filmer, cd-skivor och liknande, ska enbart skickas till Kungliga biblioteket och inte till de övriga pliktbiblioteken.
Det som kallas dokument i lagen kan delas in i följande huvudkategorier:
- Tryck
- Film
- Radio
- Skivor
- Television
- Dvd och video
- Multimedier

### Elektroniskt material
I syfte att motverka en förlust av det svenska kulturarvet påbörjade Kungliga biblioteket 1997 en robotinsamling av svenska webbsidor, under namnet Kulturarw3. Kungliga biblioteket har dessutom ingått avtal med olika aktörer om frivilliga leveranser av digitalt material.

#### E-plikt
En lag om pliktleverans av digitalt material trädde i kraft 1 juli 2012. Den gäller för det som publiceras från och med 2015. Vissa massmedieföretag och myndigheter skulle enligt förslaget bli skyldiga att lämna pliktexemplar redan av det som publiceras från 31 mars 2013. 
Det som ska levereras enligt lagen är ”en avgränsad enhet av elektroniskt material med text, ljud eller bild som har ett på förhand bestämt innehåll som är avsett att presenteras vid varje användning”.

### Historik
Förordningen med pliktexemplar sträcker sig tillbaka till år 1661 då en kansliordning slog fast att alla tryckerier skulle skicka in ett exemplar av varje tryckt bok till Kungliga biblioteket och vetenskapsakademin, vilket 1866 ändrades till Kungliga biblioteket och rikets båda universitet. Kansliordningen fastställdes av Karl XI genom kunglig förordning den 5 juli 1684.
1707 utökades antalet till 6 exemplar, ett till Riksarkivet, ett till Kungliga biblioteket och ett vardera till universiteten i Dorpat (Tartu), Lund, Uppsala och Åbo.
Vid 1865-66 års riksdag ändrades förordningen igen och boktryckerierna erhöll då även portofrihet för sina leveranser genom att förordningen fastställdes av Oscar II den 13 juli 1875.
1949 började pliktleveransen gälla även för material med svensk utgivare tryckt utomlands. Leveransplikt för film, musik, radio och TV började gälla år 1979, för multimedier och datorspel 1995 och för elektroniskt material 2015.